# L'unico gioco in città
L'unico gioco in città (The Only Game in Town) è un film drammatico statunitense del 1970 diretto da George Stevens, al suo ultimo film da regista.

## Trama
Fran Walker è una solitaria ballerina di mezz'età. Aspettando il divorzio del suo amante, Fran si innamora di Joe Grady, un giocatore d'azzardo che sogna di fare fortuna a New York City.